# Curley (Côte-d’Or)
Curley település Franciaországban, Côte-d’Or megyében. Lakosainak száma 139 fő (2022. január 1.). Curley Chambœuf, Reulle-Vergy, Chambolle-Musigny, Gevrey-Chambertin és Morey-Saint-Denis községekkel határos.

## Népesség
A település népességének változása:
| Lakosok száma | 24   | 56   | 85   | 138  | 133  | 133  | 135  | 133  | 132  | 139  |
|               | 1968 | 1982 | 1990 | 2006 | 2013 | 2015 | 2017 | 2019 | 2020 | 2022 |